# SDLG
SDLG vállalat: Kína egyik legnagyobb építő- és közúti gépgyártója.
Az SDLG az építőipari és útépítő gépek egyik legerősebb gyártója Kínában. A vállalat fő szakterülete a kerekes homlokrakodók gyártása, de gyárt kerekes és lánctalpas kotrógépeket, motoros grédereket, úthengereket, dömpereket, kotrórakodókat és egyéb speciális berendezéseket is (több mint 100 modell). Ezenkívül az SDLG alkatrészeket is gyárt: közvetlen és fordított kanalakat, lapátokat, markolókat, valamint alkatrészeket és csereegységeket.
Az elmúlt évek során az SDLG jelentősen bővítette termelési bázisát, korszerűsítette és fejlesztette ki a speciális berendezések számos új modelljét, így Kína öt legnagyobb építőipari gépszállítójának egyikévé vált. Az SDLG termékeit számos európai (Magyarország, Svédország, Németország, Olaszország, Ukrajna, Oroszország, Franciaország) és ázsiai (Irán, Kazahsztán) ország piacára, valamint Közép- és Dél-Amerikába, Ausztráliába és Malajziába exportálják. Ma az SDLG a világ 50 legnagyobb gépgyártó üzeme között van a kerekes rakodók gyártásában. 

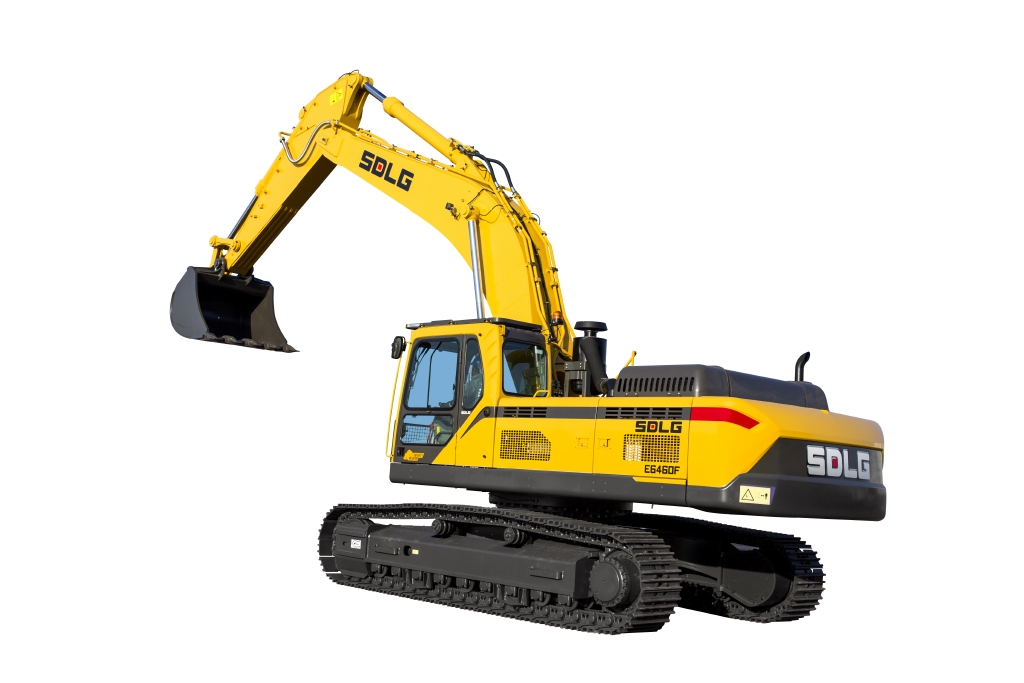

## A vállalat leírása
2024-ben az SDLG tovább erősíti globális jelenlétét, különösen a növekvő kereskedői hálózatán keresztül, amely ma már több mint 130 országra terjed ki, több mint 110 forgalmazóval. Az SDLG különösen a felső kategóriás tengerentúli piacra összpontosít, új termékek bevezetésével növeli versenyképességét, és olyan régiókban terjeszkedik, mint Európa és Amerika.
A 2024-es globális kereskedői csúcstalálkozó során az SDLG egy sor 12 új terméket mutatott be, köztük hat elektromos meghajtású gépet és nagyméretű kotrógépet, amelyek a fenntarthatóságra, az innovációra és a fejlett technológiára összpontosítanak. A vállalat elkötelezett a tengerentúli stratégiájának fokozása mellett, és a korábbi évekhez képest 40%-os növekedést céloz meg a nemzetközi értékesítésben, amelynek bevétele 2023-ban már meghaladta az 560 millió dollárt. A vállalat 2024-ben 770 millió dolláros exportbevételt szeretne elérni.
Az SDLG hangsúlyt fektet a lokalizációra is, mind a helyi tehetségek toborzása, mind a termékek regionális igényeknek megfelelő integrálása tekintetében. A globális terjeszkedést olyan stratégiai kezdeményezések támogatják, mint a szolgáltatási infrastruktúrák fejlesztése, az értékesítési csatornák optimalizálása és a piaci részesedés növelése az elektromos gépek terén.
A szerviz hatékonyságát és elérhetőségét mind a garanciális, mind a garanciát követő időszakokban az SDLG ügyfelei az egyik legjobbnak ismerik el.
Az SDLG nagy kutatási és fejlesztési központtal rendelkezik, amelynek fejlesztései több száz nemzeti programban és projektben vesznek részt. Jelenleg az SDLG több mint 50 szabadalommal rendelkezik. A gyártóműhelyek modern gyártósorokkal vannak felszerelve, a minőségellenőrzési és irányítási rendszer pedig az ISO 9001 szabvány szerint tanúsított.

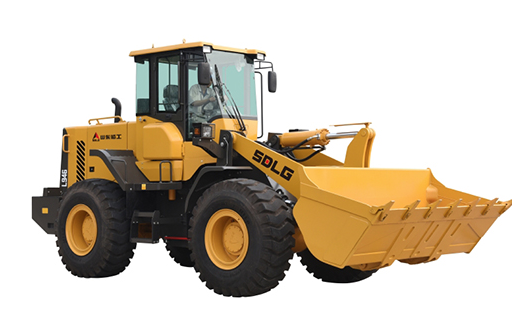

## A Shandong Lingong Construction Machinery Co., Ltd. története.
Az SDLG-t (Shandong Lingong Construction Machinery Co., Ltd.) 1972-ben alapították a kínai Shandong tartományban. A kínai Ipari Minisztérium már 1989-ben felfigyelt az SDLG gazdasági mutatóira, és az „állami másodlagos vállalat” címet adományozta neki. 1995-ben a vállalat megkapta az „első osztályú vállalat” címet, azaz nemzeti jelentőségű vállalatként ismerték el.
Az SDLG 1998 óta rendelkezik az ISO 9001 szabvány szerinti tanúsítással, és engedélyt kapott a termékek exportjára. 2003-ban a vállalat mérnökei intelligens vezérlőrendszert vezettek be a targoncákhoz.
A vállalat fejlődésének fontos állomása volt az együttműködési megállapodás aláírása a Volvo Group AG-vel (Svédország) 2006-ban. Már 2007-ben legördült az SDLG futószalagjairól az első Volvo márkanév alatt forgalmazott gép. Ez az együttműködés lehetővé tette a vállalat számára, hogy a termékminőség-ellenőrzés új szintjét érje el, növelje versenyképességét és hozzáférjen a nagyszabású beruházási projektekhez.
2013-ban megnyílt az első Kínán kívüli üzem - egy LG kotrógép gördült le a brazíliai Volvo gyár futószalagjáról.
Ma a vállalat évente több mint 50 ezer építő- és földmunkagépet gyárt SDLG márkanév alatt, amelyek egy részét az európai piacra szállítják. A magas minőségnek és az innovatív megoldásoknak köszönhetően az SDLG termékei egyre népszerűbbek az építőipari és földmunkagépek piacán.
Az SDLG gépek és alkatrészek széles választékát kínáljuk Önnek. Közvetlenül a gyártóval együttműködve, közvetítők nélkül, garanciát vállalunk minden gépre és alkatrészre. Műszaki szakembereink képzettek a speciális SDLG berendezések javítására és karbantartására (motorok, sebességváltók, hidraulikus rendszerek és sok más javítás).

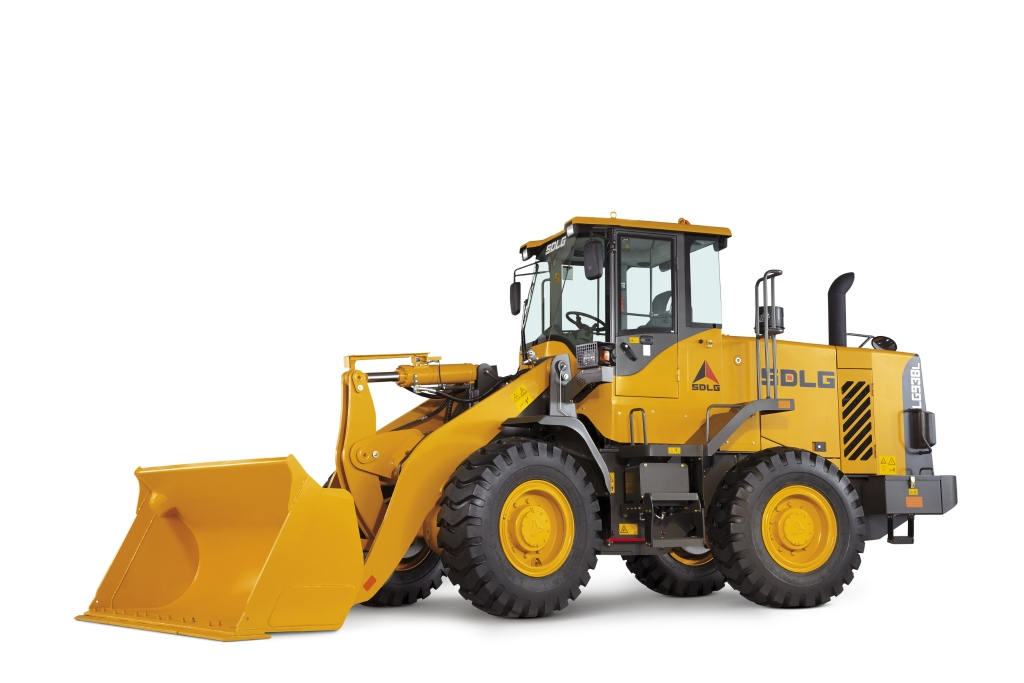

## SDLG üzem: SDLG: Az építőipari gépek gyártásának világközpontja
Shandong Lingong Construction Machinery Co., Ltd. (SDLG) a világ egyik legnagyobb építőipari gépgyára, amely a kínai Shandong tartomány Linyi városában található. Az 1972-ben alapított üzem ma az iparág egyik vezetője, amely megbízható, kiváló minőségű és innovatív berendezéseket gyárt az építőipari ágazat széles körű igényeihez.

## Termelési kapacitás
Az SDLG üzeme hatalmas területet foglal el, és több modern, fejlett technológiákkal és berendezésekkel felszerelt termelési komplexumot foglal magában. A gyártási folyamat minden szakaszát - a tervezéstől és fejlesztéstől az összeszerelésig és a tesztelésig - szigorú minőségi szabványok alapján ellenőrzik.
Az SDLG sikerének egyik kulcstényezője az innovatív megoldások folyamatos bevezetése a gyártási folyamatba. Az üzem aktívan alkalmaz robotikai rendszereket és automatizált gépsorokat, ami jelentősen javítja a gépösszeszerelés pontosságát és hatékonyságát. A nemzetközi szabványoknak megfelelő minőségellenőrzési rendszereket minden szakaszban bevezették.

## A gyártott gépek köre
Az SDLG üzemében a következő típusú építőipari berendezések készülnek:
- Az üzem fő termékei a kerekes rakodók, amelyek tartósságukról, nagy termelékenységükről és gazdaságosságukról ismertek.
- A kotrógépeket különböző módosításokban gyártják a legkülönbözőbb feladatokhoz, a polgári építőipartól a bányászatig.
- Az úthengerek és a motoros gréderek közúti munkákhoz tervezett berendezések, amelyeket a tartósság és a hatékony működés jellemez.

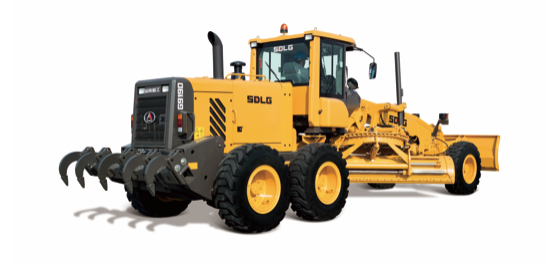

- Alkatrészek és pótalkatrészek - az üzem eredeti pótalkatrészeket is gyárt az SDLG teljes berendezéscsaládjához, ami garantálja a gépek megbízhatóságát és tartósságát.

## Innovációk és technológiák
Az SDLG egyik legfontosabb partnere a Volvo Construction Equipment, amely hozzáférést biztosít az üzem számára a fejlett globális technológiákhoz és gyártási szabványokhoz. Ez az együttműködés lehetővé tette, hogy a Volvo legjobb mérnöki megoldásait beépítsék az SDLG felszereléseibe, javítva azok termelékenységét, biztonságát és tartósságát.
Emellett az SDLG aktívan alkalmazza a környezetbarát technológiákat. A gyártási folyamatokban modern hulladékkezelő és energiatakarékos rendszereket alkalmaznak, amelyek megfelelnek a globális környezetvédelmi követelményeknek.

## Minőség és szabványok
Az SDLG üzemében folyó termelés az ISO 9001 és az ISO 14001 nemzetközi szabványok szerint van tanúsítva, ami megerősíti a termékminőség magas szintjét és a környezetvédelmi előírások betartását. A berendezéseket a gyártás minden egyes szakaszában szigorú tesztelésnek vetik alá, ami garantálja megbízhatóságukat és tartósságukat valós üzemi körülmények között.

## Export és globális elismerés

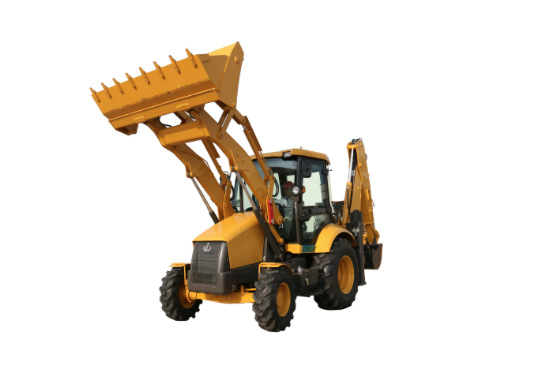

Az SDLG gyár több mint 130 országba exportálja termékeit. Az SDLG berendezéseit sikeresen használják Európa, Ázsia, Afrika és Latin-Amerika építkezésein. A kereskedők és szervizközpontok széles hálózata világszerte nemcsak a termékekhez való hozzáférést, hanem a gyors szervizelést, támogatást és az eredeti pótalkatrészek szállítását is biztosítja az ügyfelek számára.